# Glagah (Temon)
Glagah is een bestuurslaag in het regentschap Kulon Progo van de provincie Jogjakarta, Indonesië. Glagah telt 2568 inwoners (volkstelling 2010).